# کریس کوبک

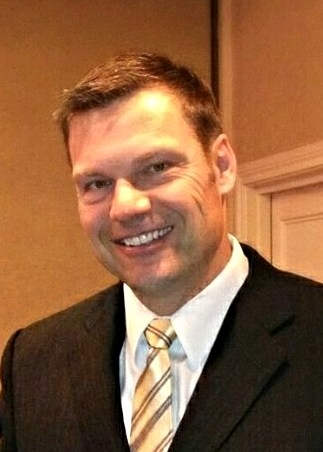
نگارهٔ کریس کوبک، سیاست‌مدار آمریکایی - ۲۰۱۴

کریس کوبک (به انگلیسی: Kris Kobach) سیاستمدار اهل آمریکا است. او به عنوان ۳۱مین وزیر دولت کانزاس فعالیت کرد. کوبک که رئیس سابق حزب جمهوری‌خواه کانزاس و از اعضای شورای شهر اورلند پارک، کانزاس بوده نامزد جمهوری‌خواه انتخابات حوزه سوم کانزاس در کنگره در انتخابات سال ۲۰۰۴ بود که آن را واگذار کرد.
کوبک به خاطر دیدگاه‌های سختگیرانه‌اش در ضدیت با مهاجرت غیرقانونی و درگیر بودن در گستراندن قوانین ضد مهاجرتی در شهرهای مختلف آمریکا که توجه را به خود جلب کرده به شهرت رسید. کوبک همچنین به خاطر فراخوان‌هایش برای قوانین قوی تر برای چک کردن کارت شناسایی برای رای‌دهندگان و سیاهه مسلمانان شناخته شده‌است. او ادعاهایی در خصوص میزان تقلب آرا در آمریکا کرده که مطالعات و راستی سنجی‌ها آنها را نادرست یا بی اساس دانسته‌اند.
کوبک در سال ۲۰۱۸ نامزد جمهوری‌خواه در انتخابات فرمانداری کانزاس بود که رقابت را به لورا کلی دمکرات واگذار کرد.
در اواخر مارس ۲۰۱۹ ای‌پی گزارش داد که رئیس جمهور ترامپ در نظر دارد منصب سزار مهاجرتی را به منظور هماهنگ سازی ارگان‌های فدرال درگیر مسایل ایجاد کند و کوبک یکی از دو نامزد اصلی این پست است. کوبک هم‌اکنون در حال رقابت برای کرسی سنای ایالات متحده در انتخابات سال ۲۰۲۰ است که با بازنشستگی سناتور پت رابرتس خالی خواهد شد.